# 매기 로즈
매기 로즈(Maggie Rose, 1988년 ~ )는 미국의 싱어송라이터이다.